# Harrie Timmerman
Harrie Timmerman (Veendam, 30 juli 1946) is een Nederlandse criminoloog en schrijver. Hij is bekend geworden als klokkenluider in verband met de Schiedammer parkmoord.

## Biografie
Timmerman studeerde psychologie aan de Rijksuniversiteit Groningen. Hij was daar als criminoloog werkzaam, tot hij in 1999 werd gedetacheerd bij de regiopolitie Groningen als gedragskundig adviseur bij het coldcaseteam. In deze functie kreeg hij zijdelings te maken met de Schiedammer parkmoord. Hij stelde vast, dat voor dit delict iemand tot een langdurige gevangenisstraf was veroordeeld, die op grond van DNA-bewijsmateriaal de dader niet kon zijn geweest en die dus onschuldig was. Aanvankelijk trachtte hij deze onterechte veroordeling intern aan de orde te stellen, maar toen dit tot niets bleek te leiden, besloot hij contact op te nemen met de pers. Op 5 september 2005 werd hij over deze zaak geïnterviewd in een live-uitzending van het Nederlandse actualiteitenprogramma Netwerk. De regiopolitie Groningen, hierover ontstemd, verlengde in reactie hierop zijn detacheringsoverkeenkomst niet. Zijn collega Dick Gosewehr werd in verband met dezelfde zaak overgeplaatst en gedegradeerd. 
Harrie Timmerman was kandidaat op de lijst van Nederland Transparant bij de Tweede Kamerverkiezingen van 2006. Hij is adviseur bij de Mithra Stichting, het wetenschappelijk bureau van deze politieke partij. 

## Publicaties
- Timmerman, Harrie (2007) Tegendraads: Het relaas van een ex-politie psycholoog. Met medewerking van Willem de Haan. Amsterdam: Rozenberg Publishers. ISBN 978 90 5170 853 0
- Gosewehr, Dick en Harrie Timmerman (2007) Wanneer de waarheid...: Het ware verhaal over Ina Post. Met medewerking van Ina Post en Mr. G.J. Knoops. Amsterdam: Rozenberg Publishers. ISBN 978 90 5170 874 5

- Library of Congress Control Number: no2019117853
- Virtual International Authority File: 4309156677159633770009